# Punta de la Tarallola
La Punta de la Tarallola és una muntanya de 316 metres que es troba al municipi de la Pobla de Massaluca, a la comarca de la Terra Alta.